# Petalostelma robertii
Petalostelma robertii är en oleanderväxtart som först beskrevs av Spencer Le Marchant Moore, och fick sitt nu gällande namn av Liede och Meve. Petalostelma robertii ingår i släktet Petalostelma och familjen oleanderväxter. Inga underarter finns listade i Catalogue of Life.